# Жабинка (станция)
Жабинка (бел. Жабінка) — железнодорожная станция Брестского отделения Белорусской железной дороги на линии Барановичи - Брест. Расположена в городе Жабинка Брестской области. 

## Дальнее сообщение
| № поезда | Маршрут движения          | № поезда | Маршрут движения          |
| -------- | ------------------------- | -------- | ------------------------- |
| 027      | Москва — Брест            | 028      | Брест — Москва            |
| 067      | Саратов — Брест           | 068      | Брест — Саратов           |
| 095      | Москва — Брест            | 096      | Брест — Москва            |
| 103      | Новосибирск — Брест       | 104      | Брест — Новосибирск       |
| 603      | Гомель — Брест            | 604      | Брест — Гомель            |
| 605      | Витебск — Брест           | 606      | Брест — Витебск           |
| 607      | Минск — Брест             | 608      | Брест — Минск             |
| 649      | Могилёв — Брест           | 650      | Брест — Могилёв           |
| 651      | Минск — Брест             | 652      | Брест — Минск             |
| 657/661  | Витебск/Коммунары — Брест | 658/662  | Брест — Витебск/Коммунары |
| 663      | Минск — Брест             | 664      | Брест — Минск             |
| 667      | Минск — Брест             | 668      | Брест — Минск             |
| 679      | Витебск - Брест           | 680      | Брест - Витебск           |
| 761      | Барановичи — Брест        | 762      | Барановичи — Витебск      |
| 763      | Барановичи — Брест        | 764      | Барановичи — Витебск      |
| 765      | Барановичи — Брест        | 766      | Барановичи — Витебск      |